# Боровка (Белохолуницкий район)
Боровка — поселок в Белохолуницком районе Кировской области. Входит в Троицкое сельское поселение.

## География
Находится на правом берегу реки Черная Холуница на расстоянии примерно 48 километра по прямой на восток-северо-восток от районного центра города Белая Холуница.

## История
Поселок известен с 1939 года как плотбище. В 1989 было 274 жителя.

## Население
Постоянное население  составляло 132 человека (русские 86%) в 2002 году, 34 в 2010.